# قبس خلاب
قبس خلاب (الاسم العلمي:Phlox amabilis) هو نوع من النباتات يتبع جنس القبس من الفصيلة البولامونيونية.